# ヴィスワ作戦

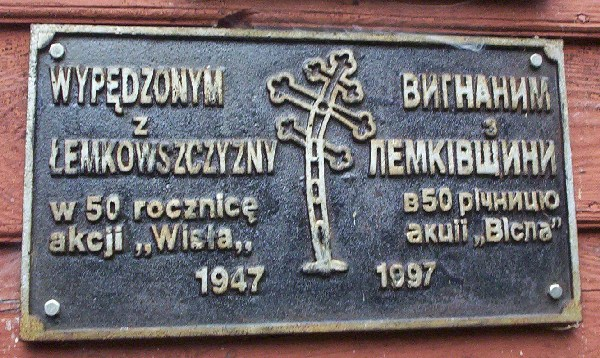
ポーランド語 (左) とウクライナ語で「レムコの地から追放された人々の記憶のため、「ヴィスワ」作戦 50周年に。1947年 - 1997年」と記された、Jawor 山中の礼拝堂にある記念プレート。

ヴィスワ作戦（ポーランド語: Akcja "Wisła"、英語: Operation Vistula）は、第二次世界大戦後の1947年、ポーランド南東部のウクライナ系住民（ボイコ人、レムコ人を含む）を強制移住させた、ポーランドの共産主義政権による政策のコードネーム。その目的は、ポーランド国内で展開されていたウクライナ蜂起軍 (UPA) などによる抵抗運動を壊滅させることにあった。ポーランド南東部に居住していた約20万人の罪のない民間人が、ポーランド西部や北部の旧ドイツ東部領土への移住を強制された。作戦名は、ポーランドの南西部から北部へと流れるヴィスワ川から採られた。1989年の東欧革命を経て東ヨーロッパにおける共産主義政権が崩壊すると、ポーランドやウクライナの政治家や歴史家から、この作戦を糾弾する声が上がり始めた。西側のメディアのみならず、ウクライナのメディアなども、この作戦を民族浄化と表現している。

## 背景

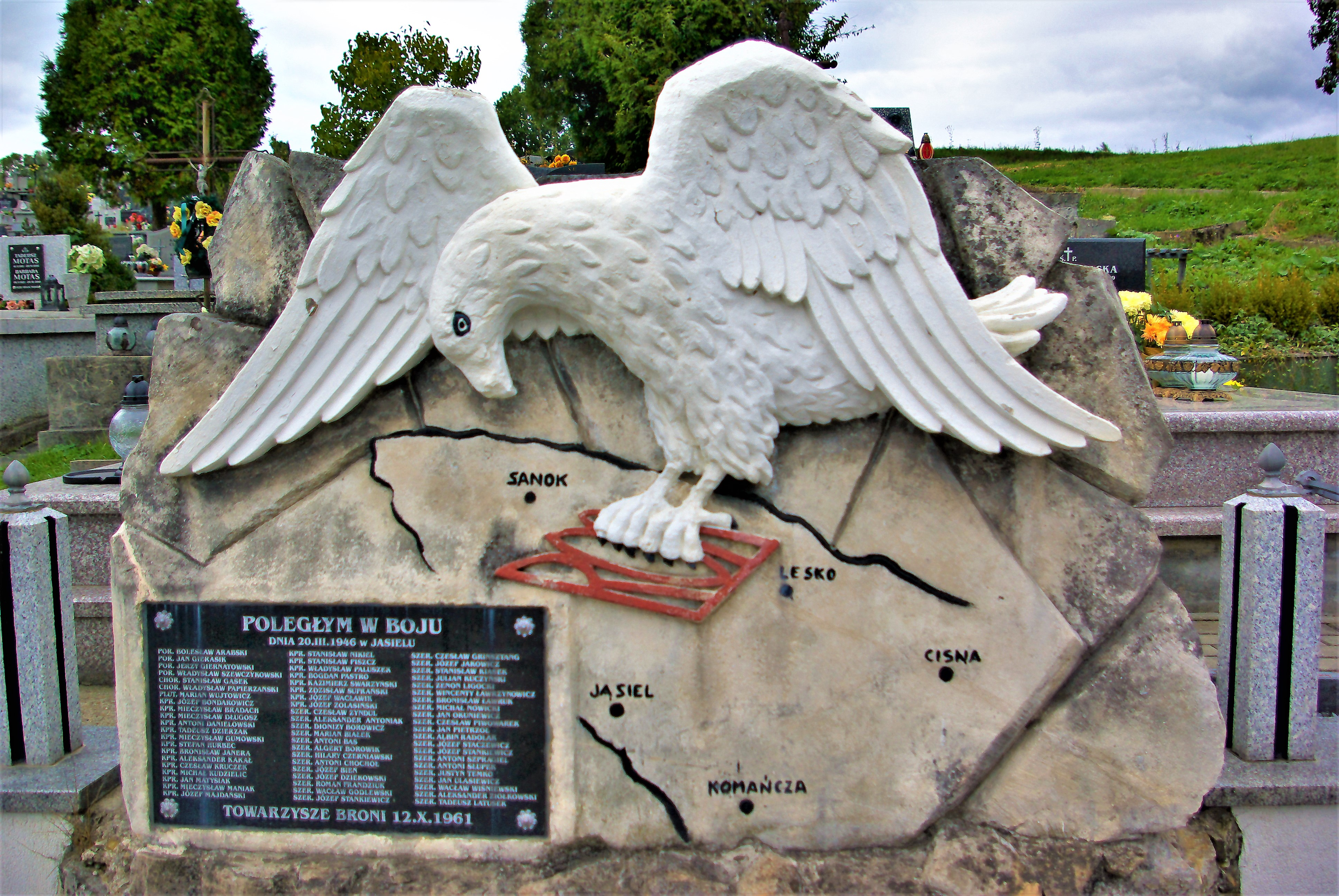
UPAに殺害されたポーランド兵の紀念碑。ポーランドの象徴である白い鷲がウクライナの象徴であるトルィーズブ(三叉戟の一種)を鷲掴みにしている。

この作戦の目的として表明されていたのは、1944年以来ポーランド南東部で、共産主義政権側のポーランド人民軍部隊を攻撃し、ポーランド人民間人を殺害していた、ウクライナ蜂起軍 (UPA) の鎮圧であった。ヴィスワ作戦の直接の契機となったのは、1947年3月28日に、共産主義政権側の将軍カロル・スヴェルチェフスキが、UPAの組織が仕掛けたとされる待ち伏せに遭って殺害された事件であった。事件のおよそ12時間後、共産主義政権当局は、ポーランド南東部から全てのウクライナ人とレムコ人を強制移住させることを公式に決定した。しかし現在では、遅くとも1947年1月にはヴィスワ作戦の準備が始められていたことが明らかになっている。

## 強制移住と鎮圧
回復領省からの命令では、「'W'入植者の再定住の主たる目的は、彼らを新たなポーランドの環境に同化させることにあり、この目的を達するためにあらゆる努力が求められる。入植者たちに「ウクライナ人」という言葉を用いてはならない。インテリゲンツィヤ分子が回復領に到着した場合は、他の者たちから分離し、'W'入植者のコミュニティから引き離した場所に入植させなければならない。」とされていた。
ヴィスワ作戦を担ったのは、ステファン・モッソー将軍が指揮する2万人ほどで構成された作戦集団であった。この人員の中には、ポーランド人民軍や国内治安部隊 (pl:Korpus Bezpieczeństwa Wewnętrznego、en:Internal Security Corps) の兵士、国家警察組織ミリシャ・オビヴァテルスカ (pl:Milicja Obywatelska、en:Milicja Obywatelska) や国家保安機関の出先である各地の公安部 (pl:Urząd Bezpieczeństwa) の職員などが加わっていた。作戦開始は、1947年4月28日午前4時であった。追い立てられたのは、1944年から1946年にかけて行われたポーランドからソ連（ウクライナ・ソビエト社会主義共和国やシベリア）へのウクライナ人の強制移住後も南東部各地に残留していた、14万人から15万人のウクライナ人とレムコ人であった。
強制移住の手法はそれ自体が迅速かつ乱暴なものであり、追放される者はわずか数時間しか出発準備に与えられず、持ち出しを許される所持品も限られた上、すし詰めの貨車で移送された。移動中の食料の提供は不規則、衛生状態はお粗末なもので、移動途中の遅れも重なった。移送の過程ではかなりの暴力が振るわれた。移動中には落命する者も出た。

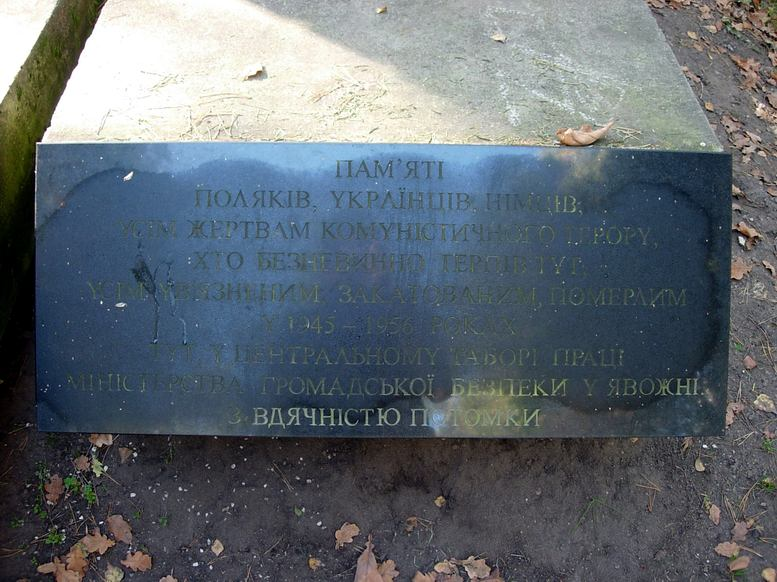
ウクライナ語で記されたヤヴォジュノ中央労働キャンプ跡の記念プレート。

ウクライナ人のインテリと見なされた、ウクライナ東方カトリック教会とウクライナ正教会の両方の聖職者たちは、いったん集合所に集められた後、ヤヴォジュノの中央労働キャンプ (pl:Centralny Obóz Pracy w Jaworznie、en:Central Labour Camp Jaworzno) と名付けられた、元々ナチス・ドイツのアウシュヴィッツ強制収容所の支所だった施設に送られた。この施設には4千人ほどが収容され、その中には800人ほどのウクライナ人とレムコ人の女性たちと、数十人の子どもたちが含まれていた。収容者の中にウクライナ民族主義者組織 (OUN) の構成員は含まれていなかったが、収容者たちは過酷な尋問と暴行にさらされ、およそ200人が施設内で死亡した。当時、ウクライナ民族主義者組織の構成員は、ヴィスワ作戦組織の特設法廷や通常の軍事法廷で見せしめ裁判 (en:Show trial) にかけられ、500人以上が死刑を宣告されて処刑されていた。
収容施設送りを免れた者たちは、北部領土（ワルミアやマスリア）や西部領土など、ポツダム協定に基づいて戦後ポーランドに編入された旧ドイツ東部領土、いわゆる「回復領」の広い範囲に、どの地域においても彼らが人口の10%を超えないように分散された形で、再定住することになった。ヴィスワ作戦自体は公式には1947年7月31日をもって終了した。作戦終了時、ポーランドとチェコスロバキアの国境において、作戦に功績があったとされるポーランド兵士たちの勲章授与式が行われた。実際に最後の強制移住が1939年以前のポレシェ県 (pl:Województwo poleskie、en:Polesie Voivodeship) 西部にあたる地域で行われたのは、1952年のことであった。
ヴィスワ作戦の結果、ポトカルパチェ県のプシェムィシル丘陵一帯やビエシュチャディ山地、下ベスキディ山脈(カルパティア山脈の一部)などでは、ほとんどの住民が追放されて人口が急減した。住民の強制移住により、ポーランド領内のウクライナ蜂起軍 (UPA) は人的資源その他を断たれ、窮地に立たされた。数の上で劣勢となったウクライナ人パルチザンたちは、ポーランドの共産主義勢力に対する武力闘争やゲリラ活動を維持できなくなっていった。そうした状況にもかかわらず、UPAはさらに数年間にわたって戦い続けた。最後の強制移住が行われた後、ポーランド領内におけるUPAの活動は終息し、残党は西ヨーロッパ、特に西ドイツや、アメリカ合衆国に逃亡した。

## ヴィスワ作戦前後の強制移住
ヴィスワ作戦の前後を含めると、ポーランドにおける住民の強制移住は、3つの段階を経て行われた。
第1段階は第二次世界大戦の終結の際に生じた。ポーランドとウクライナ・ソビエト社会主義共和国の間で住民の交換が行われ、ポーランドとソ連の新たな国境の東側に住んでいたポーランド人がポーランドに移送され（およそ210万人とされる）、国境の西側に住んでいたウクライナ人は1944年9月から1946年4月にかけて、ソ連体制下のウクライナへ送られた（およそ45万人）。一部のウクライナ人とレムコ人は1944年から1945年にかけて、程度の差はあれ、ある程度まで自発的にポーランド南東部を離れた（およそ20万人）。ポーランドとソ連の間では、1944年9月9日と1945年8月16日に双務協定が締結され、その結果、レムコ人とウクライナ人と合わせて、およそ40万人がウクライナへ移送され、30万人が生まれ育ったポーランド領内に何とか留まることになった。残留した人々はポドラシェ県など、かつてルシン人の居住地域であったところに住んでいた。
第2段階は1947年にヴィスワ作戦によってもたらされた。ポーランド南東部に残留していたウクライナ人とルシン人は、西部・北部領土（回復領）へ強制的に再定住させられた。ポーランド西部への移送は1947年4月28日から7月31日までの間に行われ、13万人から14万人がポーランド国内での再定住を強いられた。
ウクライナ人とポーランド人の強制移住の第3段階は、1951年、ポーランドとソ連の間で、サン川上流部とベルツ (pl:Bełz、en:Belz) 付近について、国境線の修正が行われた際に生じた。ポーランドはプシェムィシルより南、サン川より東の地域を獲得し、ウクライナとソ連はそれまでポーランド領だったベルツとその西側を獲得して、両国は住民を交換した（en:1951 Polish–Soviet territorial exchange 参照）。

## ポーランドのレムコ人

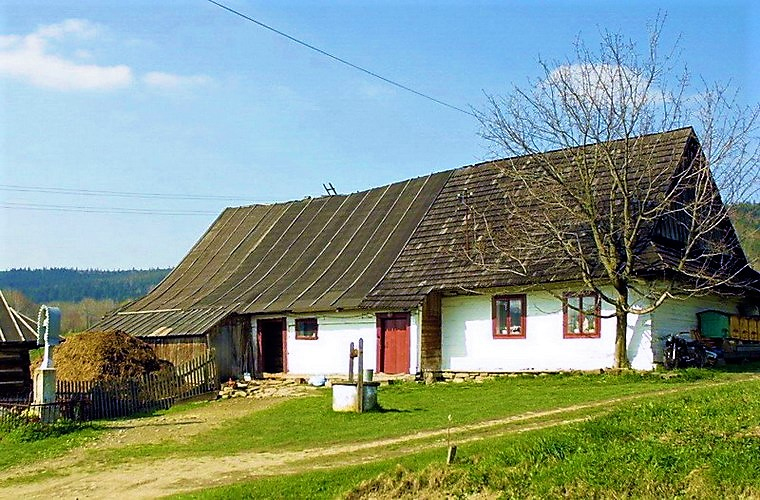
マウォポルスカ県 Przysłup のレムコ人の家

1957年から1958年にかけての時点で、故地であるポーランド南東部に帰還した[レムコ人は5千家族ほど（以下）であった。2002/2003年のポーランドの国勢調査では、レムコ人と自己申告した者は5,800人ほどしかいなかったが、今日、ポーランドには10万人近い数のレムコ人が存在していると推計されており、うち1万人は彼らの地元である Lemkowszczyzna と呼ばれる地域に住んでいる。まとまった数のレムコ人が居住する村は、ポーランド南部のマウォポルスカ県やポトカルパチェ県に散在しており、、町ではマウォポルスカ県のノヴィ・ソンチやゴルリツェ、ポトカルパチェ県のサノクなどにレムコ人が集まっている。

## 後年における評価

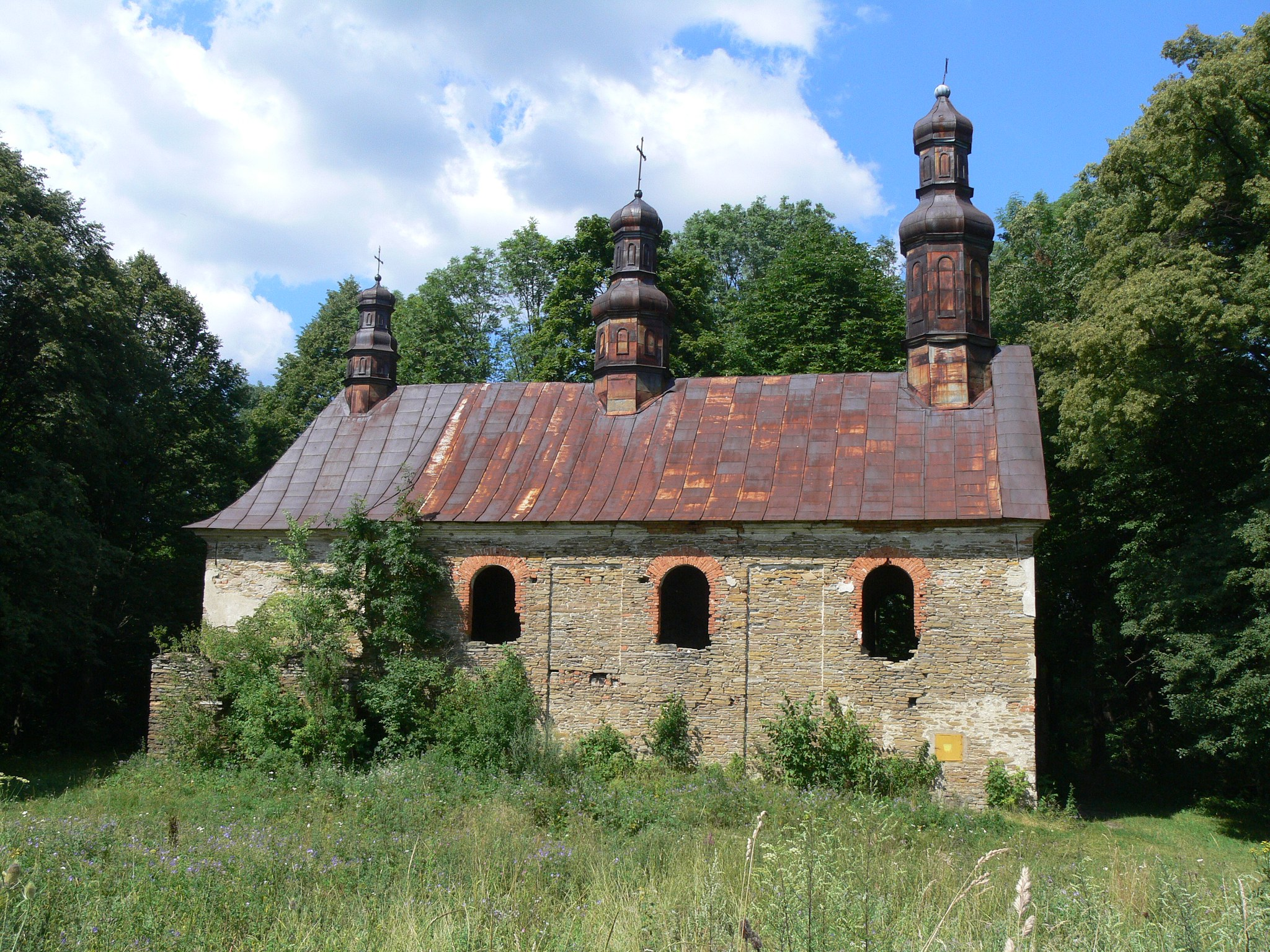
ポトカルパチェ県 Królik Wołoski にある、放棄されたウクライナ東方カトリック教会。

ヴィスワ作戦の記憶は複雑で、しばしば困難を抱え込んだ20世紀のウクライナとポーランドの関係に残された深い傷跡のひとつである。これと並ぶのは、第二次世界大戦中にウクライナ蜂起軍 (UPA) が行ったヴォルヒニア（ヴォルィーニ: ウクライナ語: Волинь）におけるポーランド人の大虐殺 (en:massacres of Poles in Volhynia) であるが、これも1918年から1919年のガリツィアにおけるポーランド・ウクライナ戦争の結果、また、その後ポーランドとソ連の間に締結されたリガ条約で両国によるウクライナの分割が行われた結果、両大戦間期のポーランド領時代にウクライナ人への弾圧が行われたことを踏まえた報復であった。
ポーランドでよく読まれている小説などにおけるヴィスワ作戦の取り上げ方は、しばしばウクライナ人を粗野で敵対的な存在として描いており、ポーランド人の間にウクライナ人への反感を生じさせているという面がある。しかし、1980年代以降は変化が生じ始め、ポーランドの出版物の中にもヴィスワ作戦を率直かつ客観的に議論するものが増えてきた。とはいえ、ポーランドで広まっている見解はまだ変わったとはいえず、ヴィスワ作戦に関する事件などを第二次世界大戦中にウクライナ人によって繰り返されたポーランド人への残虐行為と結びつけたり、比較したりすることは続けられている。
1990年8月3日、ポーランド共和国上院は、戦後のポーランド政府によるヴィスワ作戦に対する非難決議を採択した。これに応じて、ウクライナ最高議会は、ポーランド共和国上院の決議をポーランドにおけるウクライナ人に対する不正義の是正に向けた真摯な一歩であると認める、とする声明を採択した。この決議の中でウクライナ最高議会は、スターリン主義政権がポーランド人に対して行った犯罪行為を非難した。
2002年4月18日、ポーランド南東部ポトカルパチェ県のクラシチンで、ポーランド大統領アレクサンデル・クファシニェフスキはヴィスワ作戦について遺憾の意を表明した。大統領はこの作戦を、共産主義政権当局によるウクライナ人への迫害の象徴であったと述べた。国家記銘院 (IPN) とヴィスワ作戦についての会議参加者へ宛てた書簡の中で、大統領は「共和国を代表し、私は、この作戦の犠牲となった全ての方々に遺憾の意を表するものであります」と記し、この作戦をいかなる形であれ、それ以前にヴォルヒニアで起きた諸々の事件と結びつける考え方を公に拒絶して、次のように述べた。「長年にわたって、ヴィスワ作戦は、東方においてUPA勢力によって1943年から1944年にかけて引き起こされたポーランド人たちの殺害に対する報復であった、と信じられていました。このような認識は誤っており、受け入れることはできません。ヴィスワ作戦は、非難されなければならないのです。」
2007年、ポーランドのレフ・カチンスキ大統領とウクライナのヴィクトル・ユシチェンコ大統領は、ヴィスワ作戦を人権を侵すものであったと非難した。ユシチェンコ大統領はさらにこの作戦は「全体主義的共産主義政権」が執行し、責任を負うものであったと指摘した。